# Claude Du Molinet
Ne doit pas être confondu avec Claude du Moulinet.
Claude Du Molinet (né le 22 juillet 1620 à Châlons-sur-Marne et mort le 2 septembre 1687 à Paris) est un historien et un auteur français du XVIIe siècle. Membre de la congrégation des chanoines réformés de sainte Geneviève (profès en 1641), il fut bibliothécaire en titre de l'Abbaye Sainte-Geneviève de 1675 à 1687, et créateur du cabinet de curiosités de la même abbaye.

## Biographie
Originaire de Champagne, Claude Du Molinet fit ses études à Paris. En 1641, il prononça ses vœux solennels à l'Abbaye Sainte-Geneviève de Paris.
Il réside de 1642 à 1654 à l'abbaye de Beaugency-sur-Loire. Après cette date, il remonte à Paris.
En 1662, il succède au P. Fronteau pour l'administration de la bibliothèque de l'abbaye. Il devient bibliothécaire en titre en 1675 et le reste jusque sa mort.
Il fut en 1676 un des procureurs généraux de la congrégation de France.
Le Cabinet de la Bibliothèque de Sainte Geneviève présente un extrait du Journal des Sçavans, faisant l'éloge du père de Molinet. On y apprend notamment qu'en tant que passionné et expert dans le domaine des médailles, il a pu aider à ranger celles du roi, et a même eu l'honneur de lui en offrir plus de 800, tirées de son propre cabinet.
Connu pour sa participation à la querelle de l'Imitatio, il fut surtout renommé pour ses connaissances historiques et numismatiques. Il publia quelques ouvrages, mais laisse surtout un grand nombre de manuscrits, la plupart conservés actuellement à la réserve de la bibliothèque Sainte-Geneviève.
Il mourut de maladie en 1687.

## Œuvres
Les principaux ouvrages publiés par Claude Du Molinet sont :
- Figures des differents habits des chanoines reguliers en ce siecle (1666)
- Première [-Douzième] réflexion sur les antiquitéz des chanoines des églises cathédrales, par Claude Du Molinet (1672)
- Douze réflexions sur les antiquitéz des chanoines réguliers [par le P. Claude Du Molinet] (1673)
- Réflexions historiques et curieuses sur les antiquitez des chanoines, tant séculiers que réguliers. [Par le P. Claude Du Molinet.] (1674)
- Historia summorum pontificum a Martino V. ad Innocentium XI. per eorum numismata (1679)
- Tractatus singulares bibliotecae S. Genovefae parisiensis : de rebus sacris, antiquis, physicis [auctore P. Du Molinet] (1681)
- Le Cabinet de la Bibliothèque de Sainte Geneviève... (1692)[4]